# Valerie Webster
Valerie Ann Webster (verheiratete McGee; * 26. November 1932) ist eine ehemalige britische Weitspringerin.
Bei den Leichtathletik-Europameisterschaften 1950 in Brüssel wurde sie Siebte.
Ihre persönliche Bestleistung von 5,67 m stellte sie am 23. Juli 1949 in London auf.
Ihre Enkelin Emily Diamond ist als Sprinterin erfolgreich.